# Naama Shafir
Naama Shafir (in ebraico נעמה שפיר‎?; Haifa, 28 febbraio 1990) è un'ex cestista israeliana.

## Carriera
Con Israele ha disputato i Campionati europei del 2011.